# Mesorregión del Valle del Juruá
La mesorregión del Valle del Juruá es una de las dos mesorregiones del estado brasilero del Acre. Es formada por la unión de dos microrregiones.

## Microrregiones
- Microrregión de Cruzeiro do Sul
- Microrregión de Tarauacá

- Datos: Q2279989